# Anaphyllum
Anaphyllum es un género con 2 especies de plantas con flores de la familia Araceae. Es originario del sur de la India.  Se encuentran en las zonas pantanosas, tienen hojas con algunas pinnas, y una espata trenzada. Las dos especies de este género son similares en apariencia a las del género Anaphyllopsis.

## Taxonomía
El género fue descrito por Heinrich Wilhelm Schott y publicado en Bonplandia 5: 126. 1857.

## Especies
- Anaphyllum beddomei
- Anaphyllum wightii